# Apama de Megalòpolis
Apama de Megalòpolis fou reina consort dels athamans.
Era filla d'Alexandre de Megalòpolis, i es va casar amb Aminandre (Amynander), rei dels athamans amb el que va regnar.